# Вайда (растение)
Ва́йда (лат. Ísatis) — род растений семейства Капустные, или Крестоцветные
.
Род насчитывает 79 или 80 видов, произрастающих в странах Европы, Африки, Центральной и Западной Азии.
Русское название вайда заимствовано из нем. Waid.

## Биологическое описание
Виды вайды — травянистые растения высотой от 30 до 100 см.
Листья очерёдные, простые, продолговатые или ланцетные, нижние — черешковые, срединные — сидячие, нередко — полустеблеобъемлющие.
Соцветие — метёлка с несколькими боковыми побегами. Цветки — жёлтые, правильные, с четырьмя чашелистиками и четырьмя лепестками. Тычинок шесть, пестик из двух плодолистиков с сидячим рыльцем.
Плод — односемянной стручочек, повисающий, с двумя боковыми крыльями.

## Виды
По информации базы данных The Plant List, род включает 80 видов:
- Isatis afghanica Hadač & Chrtek
- Isatis agnewii Hadač & Chrtek
- Isatis allionii P.W.Ball
- Isatis amani P.H.Davis
- Isatis apscheronica N.Busch
- Isatis arenaria Azn.
- Isatis arnoldiana N.Busch
- Isatis aucheri Boiss.
- Isatis biscutellifolia Boiss. & Buhse
- Isatis bitlisica P.H.Davis
- Isatis boissieriana Rchb.f. — Вайда Буасье
- Isatis brachycarpa C.A.Mey.
- Isatis brevipes (Bunge) Jafri
- Isatis bungeana Seidlitz
- Isatis buschiana Schischk.
- Isatis buschiorum Hovh.
- Isatis callifera Boiss. & Balansa
- Isatis campylocarpa Boiss.
- Isatis canaliculata (Vassilcz.) V.V.Botschantz.
- Isatis candolleana Boiss.
- Isatis cappadocica Desv.
- Isatis caucasica N.Busch
- Isatis cochlearis Boiss.
- Isatis constricta P.H.Davis
- Isatis costata C.A.Mey. — Вайда ребристая
- Isatis davisiana H.Misirdali
- Isatis demiriziana H.Misirdali
- Isatis deserti (N.Busch) V.V.Botschantz.
- Isatis djurdjurae Coss. & Durieu
- Isatis djurjaedae Coss. & Durieu
- Isatis emarginata Kar. & Kir.
- Isatis erzurumica P.H.Davis
- Isatis floribunda Boiss. ex Bornm.
- Isatis frigida Boiss. & Kotschy
- Isatis frutescens Kar.
- Isatis funebris Fed.
- Isatis gaubae Bornm.
- Isatis glauca Aucher — Вайда сизая
- Isatis harsukhii O.E.Schulz
- Isatis hirtocalyx Franch.
- Isatis huber-morathii P.H.Davis
- Isatis iberica Steven
- Isatis jacutensis N.Busch
- Isatis karjaginii Schischk.
- Isatis kotschyana Boiss. & Hohen. ex Boiss.
- Isatis kozlowskyi Grossh.
- Isatis laevigata Trautv.
- Isatis latisiliqua Steven
- Isatis leuconeura Boiss. & Buhse
- Isatis littoralis Steven
- Isatis lockmanniana Kotschy ex Boiss.
- Isatis lusitanica L.
- Isatis mardinensis P.H.Davis & H.Misirdali
- Isatis maxima Pavlov
- Isatis microcarpa J.Gay ex Boiss.
- Isatis minima Bunge
- Isatis multicaulis (Kar. & Kir.) Jafri
- Isatis oblongata DC.
- Isatis ornithorhynchus N.Busch
- Isatis pachycarpa Rech.f., Aellen & Esfand.
- Isatis pinnatiloba P.H.Davis
- Isatis platyloba Link ex Steud.
- Isatis praecox Kit. ex Tratt.
- Isatis raphanifolia Boiss.
- Isatis rugulosa Bunge
- Isatis sabulosa Steven ex Ledeb.
- Isatis sevangensis N.Busch
- Isatis sivasica P.H.Davis
- Isatis spatella P.H.Davis
- Isatis spectabilis P.H.Davis
- Isatis steveniana Trautv.
- Isatis stocksii Boiss.
- Isatis subdidyma (N.Busch) V.E.Avet.
- Isatis takhtajanii Avet.
- Isatis tinctoria L. — Вайда красильная
- Isatis trachycarpa Trautv.
- Isatis turcomanica Korsh.
- Isatis undulata Aucher
- Isatis vermia Papanicolaou
- Isatis violascens Bunge

## Хозяйственное значение и применение
Вайда красильная, вайда ребристая и другие представители рода издавна используются как красильные растения.